# (437) Родия
(437) Родия (др.-греч. Ροδία) — астероид главного пояса, который был открыт 16 июля 1898 года французским астрономом Огюстом Шарлуа в обсерватории Ниццы и назван в честь Роды, одной из океанид в древнегреческой мифологии.

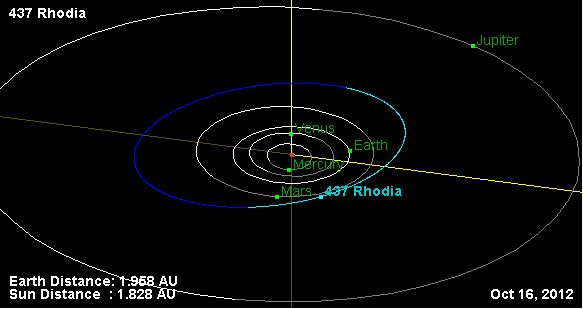
Орбита астероида Родия и его положение в Солнечной системе